# コンカラー (戦列艦・5代)
HMSコンカラーは、下関戦争に参加したイギリス海軍の蒸気スクリュー戦列艦。

## 艦歴
コンカラーは、1等戦列艦カレドニア級（120門艦）の6番艦、HMSウォータールーとして、1833年6月10日にチャタム工廠で進水した。1859年4月1日から同年12月12日にかけて、チャタム工廠で蒸気機関が据え付けられ、同時に砲列甲板を2層とし、艦載砲89門に改装された。1861年にコンカラー級戦列艦コンカラーが沈没したことを受け、ウォータールーは1862年にコンカラーに改名された。1864年に東インド・中国艦隊に所属し、ウィリアム・ルアード大佐（William Luard）の指揮下に入った。同年、日本に派遣され下関戦争に参加した。1866年退役。
1877年、ウォースパイトと改名され、練習艦となった。
1918年、火災のため失われたが、このとき250名の訓練生が乗艦していた。後に10代の訓練生3人が、火事は放火によるものであると証言した。彼らは放火容疑で裁判にかけられ、矯正施設での3年間の監禁に処された。

## 参考資料
- Lambert, Andrew Battleships in Transition, the Creation of the Steam Battlefleet 1815-1860,  published Conway Maritime Press, 1984. ISBN 0 85177 315 X.
- Lavery, Brian (2003) The Ship of the Line - Volume 1: The development of the battlefleet 1650-1850. Conway Maritime Press. ISBN 0-85177-252-8.
- Lyon, David and Winfield, Rif (2004) The Sail and Steam Navy List: All the Ships of the Royal Navy 1815-1889. Chatham Publishing, London. ISBN 1-86176-032-9.